# Water Birds
Water Birds é um filme em curta-metragem estadunidense de 1952 dirigido e escrito por Ben Sharpsteen, Winston Hibler e Ted Sears. Venceu o Oscar de melhor curta-metragem em live-action: 2 bobinas na edição de 1953.